# Cladura fuscivena
Cladura fuscivena là một loài ruồi trong họ Limoniidae. Chúng phân bố ở miền Cổ bắc.